# Cashis
Cashis (стилізовано під Ca$his; справжнє ім'я Реймон Джонсон; нар. 10 жовтня 1982) — американський репер, який народився і виріс у Чикаго, але пізніше переїхав до Ервайну, штат Каліфорнія, в округ Орандж разом зі своїм шкільним другом і продюсером Rikanatti. Cashis був присутнім на компіляції Eminem Presents: The Re-Up. 2007 року вийшов мініальбом The County Hound EP. У серпні 2011 на інтро до свого мікстейпу Rooftop Series Vol.1 репер заявив, що він кидає Shady Records і залишається на власному лейблі Bogish Brand Entertainment. Наразі підписаний до Shady Records лише як автор текстів. Разом з Bishop Slice входить до дуету Savage Language.

## Кар'єра

### 1997–2007
Cashis уперше зацікавився репом через фрістайли зі своїм двоюрідним братом у 12 років. У 14 він уперше потрапив до студії, де професійно записав дебютну пісню. Приблизно у 17 серйозно взявся за реп, почав брати участь у батлах у Лос-Анджелесі та окрузі Орандж під ім'ям Lil Ramone.
Cashis сформував гурт The Renegadez, до складу котрого увійшли H-Bone, Rikanatti та Monique (матір доньки Реймона Міани). Monique вбито в 1999. На той час реперу було майже 19 років. Cashis був членом банди Gangster Disciples. Пізніше гурт залишає H-Bone. Через деякий час Rikanatti вирішує сконцентруватися виключно на продюсуванні, гурт припиняє своє існування, Cashis розпочинає сольну кар'єру. Станом на 2004 р. Cashis уже вважався «королем репу округу Орандж». Він привернув увагу A&R лейблу Shady Records, Дарта Паркера, який підписав з ним контракт, прослухавши його мікстейп Stars with Stripes. Після цього Cashis разом з Емінемом, 50 Cent та Ллойдом Бенксом з'явився на синглі You Don't Know, першому окремку з компіляції Eminem Presents: The Re-Up.
22 травня 2007 вийшов мініальбом The County Hound EP. Реліз посів 106-ту сходинку Billboard 200, 37-му Top R&B/Hip-Hop Albums. Невдовзі після цього анонсував вихід дебютного студійного альбому Loose Cannon з продакшеном від Емінема, Ша Мані XL, Доктора Дре, The Alchemist у вересні-жовтні 2007. Проте платівку не видали.

### 2009-дотепер:The Art of Dying,The County Hound 2
Упродовж перебування на Shady репер анонсував безліч назв майбутніх повноформатних платівок, студійних і вуличних альбомів (Loose Cannon, Euthanasia, The Art of Dying, Shady Loyalty 1st). Жоден з них так і не вийшов на лейблі.
Після того, як Cashis покинув Shady Records, залишившись лише з контрактом автора текстів, він разом з Rikanatti сконцентрувався на власному лейблі Bogish Brand Entertainment. 30 жовтня 2012 видано The Art of Dying.

## Особисте життя
У Реймона 11 дітей Репера арештували за 6 пограбувань, внаслідок чого він мав провести 1 рік за ґратами. У 2013 в інтерв'ю HipHopDX повідомив, що одружений. Астматик.

## Дискографія

### Сольна
Студійні альбоми
- 2012: The Art of Dying
- 2013: The County Hound 2
- 2014: Bogish Boy, Vol. 1
- 2015: The County Hound 3
- 2016: Shady Capo
- 2016: CA-$
- 2017: 1 of 1
- 2019: The Art of Living
- 2019: CH4
- 2020: County Hound 5
- 2023: CountyHound 6[11][12][13]

Мініальбоми
- 2007: The County Hound EP
- 2012: The Vault 2
- 2017: Ca$his
- 2017: Ca$his Vol. 2
- 2017: Ca$his Vol. 3
- 2018: I'ma Ride[14]
- 2019: Mone G, Vol. 1 (перевидано 2020 року з іншим списком пісень)[15][16][17]
- 2020: Loose Cannon
- 2020: OG & Green Tea 2
- 2020: The Vault 3
- 2020: Vault 4
- 2020: What I'm Bout
- 2020: Ringz[18][19]
- 2022: OG & Green Tea 6[20]
- 2022: Bogi$Htape 1[21]
- 2022: Bogi$Htape 2[22]
- 2022: Bogish Brand Radio Vol 1[23]
- 2022: BBG Radio 3[24]
- 2024: CH 6 EP 1[25]
- 2024: CH 6 EP 2[26]
- 2024: CH6 EP3[27]

Компіляції
- 2006: Eminem Presents: The Re-Up (разом з Shady Records)
- 2014: Euthanasia
- 2015: Euthanasia 2
- 2016: Ca-$ 1.5[28]
- 2017: Ca$his, Vol. 3.5[29]
- 2018: Ca$his, Vol. 4[30]
- 2021: Vault 5.

Мікстейпи
- 2006: Cashis of Shady Records
- 2006: Bogish Boy Vol. 1
- 2007: Bogish Boy Vol. 1.5
- 2007: Bogish Boy Vol. 2
- 2008: The Leak
- 2008: Ca$his Pt. 2: Capo of Shady
- 2008: Bogish Boy 300
- 2008: All Eyez on Me
- 2008: Blacc Jesus
- 2008: Global Warning 3
- 2008: Homeland Security (разом з Young De)
- 2008: Loose Cannon
- 2008: Loose Cannon: The Cut Off
- 2008: Bogish Boy Vol. 4: Incase You Forgot
- 2009: The Leak Vol. 2: Get Ready
- 2009: Bogish Boy Vol. 5: Euthanasia
- 2010: The Re-Introduction
- 2011: The Vault
- 2011: Rooftop Series Vol. 1
- 2012: Church on the Move
- 2012: Loose Cannon
- 2014: OG & Green Tea
- 2015: I'm Getten Mine
- 2016: The Cook Up
- 2016: The Cook Up 2
- 2017: Westbrook MVP
- 2017: Before 1 of 1
- 2017: Love Life Loyalty
- 2017: The Best Now
- 2017: Og & Green Tea 2
- 2020: OG & Green Tea[31]
- 2020: Bogish[32]
- 2020: Og 3[33]
- 2021: OG & Green Tea 4[34]
- 2021: Tlrnl
- 2022: BBG Radio vol. 2
- 2023: OG & Green Tea 5[35]

Сингли
- 2006: «You Don't Know» (разом з Eminem, 50 Cent та Lloyd Banks)
- 2007: «Jimmy Crack Corn (Cashis Vocal Mix)» (разом з Eminem)
- 2007: «'Lac Motion»
- 2010: «My Name Iz»
- 2010: «Put It on My Life»
- 2010: «Take U Home»
- 2013: «Layin in the Cut»
- 2013: «Mind on My Money (Money on My Mind)» (з участю Kuniva, Obie Trice та Dirty Mouth)
- 2013: «Imma Hustla» (з участю Crooked I та Sullee J)
- 2013: «Look at Me» (з участю King Los, K Young та B Todd)
- 2013: «Hi»[36]
- 2014: «I'ma Ride» (з участю Problem)
- 2014: «Imma Hustla G-Mix» (з участю Mistah Fab, Crooked I, Roccett та Goldie Gold)[37]
- 2014: «100 Proof» (з участю Roccett)
- 2014: «Choppin Paper» (з участю The Game)
- 2014: «Welcome 2 My Party»
- 2014: «Take the Pain» (з участю Demrick та Sara Shine)
- 2014: «Bright Lights» (з участю Boaz)
- 2014: «Stop tha Flexxin»
- 2014: «Money on My Mind (G Mix)» (з участю Kuniva, Obie Trice та Dirty Mouth)
- 2014: «Tony Montana»
- 2014: «Red»
- 2014: «A-Rod» (з участю Emilio Rojas)
- 2015: «Work» (з участю Young Buck, Project Pat та Sullee J)
- 2015: «Kingpin» (з участю Young Buck, Arez Cobain та June B)
- 2015: «Turn Up»
- 2015: «I'ma Ride G Mix» (з участю Problem, Roscoe, Mac Lucci, Vibe, Britizen Kane, R Land та Big Doty)
- 2015: «Thug Boy»
- 2015: «Defy Odds»
- 2015: «New Whip» (з участю Joe Moses, K Young та Sullee J)
- 2016: «Break a Bag (G-Mix)» (з участю Young Buck, Project Pat, Goldie Gold, Flip Major та Sullee J)
- 2016: «Show Me» (з участю K Young)

Гостьові появи
- 2006: «Diamonds and Pistolas» (Spider Loc з участю Ca$his)
- 2006: «Top of the Food Chain» (The Alchemist з уч. Ca$his)
- 2007: «Famous Anthem (Remix)» (Expen$ive Taste з уч. Ca$his, Mitchy Slick, Hayes, Lil' Spank Booty, Krondon та Chace Infinite)
- 2007: «Me First» (Jihad з уч. Ca$his)
- 2007: «Walk the Walk» (J McCoy з уч. Ca$his та Keak da Sneak)
- 2007: «Watch for the Hook» (Lil Boss з уч. Ca$his)
- 2007: «We on Yo Line» (The Federation з уч. Ca$his)
- 2008: «Can't Afford It» (One-2 з уч. Ca$his)
- 2008: «Cant Do It Like Me» (Xplicit з уч. Ca$his)
- 2008: «Get Money» (Young De з уч. B-Real та Ca$his)
- 2008: «Hittin Em Up Quick» (Young De з уч. Obie Trice та Ca$his)
- 2008: «War» (Juice County Allstars [Champ & Kali] з уч. Ca$his)
- 2008: «Who the Fuck Is This» (Nyce з уч. Ca$his та Mobb Deep)
- 2009: «Black Mask» (Hot Rod з уч. Prodigy та Ca$his)
- 2009: «Cali Boyz Connected» (Young De, Ca$his, Quiz, Young Life, One-2, Horse Shoe G.A.N.G., Baby Down, Niqle Nut, Karelezz, Maximo, Tiny C Style, Sauce da Boss та Krook)
- 2009: «Gotta Do Watever» (Kronik з уч. Ca$his)
- 2009: «Hammer Blow» (K-Boy the Prince з уч. Ace та Ca$his)
- 2009: «Life of a Rider» (Tarek & Luss з уч. Ca$his)
- 2009: «My Last» (K Young з уч. Laze, Crooked I, Kobe та Ca$his)
- 2009: «Obsessed» (Cook Classics: Young De та Ca$his)
- 2009: «So Hood» (Beeda Weeda з уч. Ca$his, Mistah F.A.B. та San Quinn)
- 2009: «What It Is» (Slow з уч. Ca$his)
- 2009: «Whoa!» (One-2 з уч. Ca$his)
- 2010: «Any Means Necessary» (T.N.T. з уч. Ca$his)
- 2010: «Backstreet» (Siccness з уч. Ca$his)
- 2010: «Come Down» (Ya Boy Blitz з уч. Ca$his, T.P. та Murdah Baby)
- 2010: «Just Because» (Q-Unique з уч. Ca$his та Realm Reality)
- 2010: «Just Like Us» (Knoc-turn'al з уч. One-2 та Ca$his)
- 2010: «Misfits» (Burnz з уч. Ca$his)
- 2010: «Mr. Know-it-all» (Epademik з уч. Ca$his та Joe Arnold)
- 2010: «Service» (Epademik з уч. Ca$his та Akoma)
- 2010: «Smoked Out» (Dropping a Popped Locket з уч. Ca$his)
- 2010: «Syllables» (Eminem з уч. Jay-Z, Dr. Dre, 50 Cent, Stat Quo та Ca$his)
- 2010: «What They Said»(Bigfoot з уч. Ca$his)
- 2011: «Mobbin» (Tone Trump з уч. Ca$his)
- 2011: «Nowhere to Go» (Tarek & Luss з уч. Ca$his та Kobe)
- 2011: «Roll the Windows Down» (Vonbock з уч. Ca$his та Kobe)
- 2011: «Solider» (Young Gliss з уч. Cyssero та Ca$his)
- 2011: «Top Down Rollin» (Nayborh40d Knowledge з уч. AD da Loc та Ca$his)
- 2012: «Crazy» (DJ Thirrzty з уч. Ca$his та Illicit)
- 2012: «Do It All» (Joe Young з уч. Rick Ross, The Game, Ca$his та K. Young)
- 2012: «Interlude» (Shawn Blayze з уч. DJ Drama, 40 Glocc, Ca$his та Hot Rod)
- 2012: «Juice Drippin'» (Cloud G з уч. Ca$his)
- 2012: «Last Call (Beat It)» (Arez з уч. Ca$his)
- 2012: «Pimp'n' da Club» (Cultcha Shoc з уч. Ca$his, Copywrite, Krystilez та Dan P)
- 2012: «Pop That» (Tarek & Luss з уч. Ca$his)
- 2013: «Crazy» (Kaliber та C-Sharp з уч. Ca$his)
- 2013: «Die» (Raiza з уч. Ca$his)
- 2013: «Don't Know What's Fake» (TalentDisplay з уч. Ca$his)
- 2013: «Dream Catcher» (Bishop Slice з уч. Ca$his)
- 2013: «Fight» (Xero з уч. Murda M4tt та Ca$his)
- 2013: «Flip That» (Spinz з уч. Ca$his)
- 2013: «Hustling» (n'cognito з уч. Ca$his)
- 2013: «I'll Bury You» (Sullee J з уч. Royce da 5'9" та Ca$his)
- 2013: «Monster Muzik» (Panda з уч. Ca$his)
- 2013: «Path to the Top» (Khadeem з уч. Ca$his)
- 2013: «Pose for a Photo» (Seven з уч. Oso Vicious та Ca$his)
- 2013: «RNS» (Noco з уч. Ca$his, AC та G.O.A.T)
- 2013: «So Fly» (CLR з уч. Ca$his)
- 2013: «Tattoos» (2tone з уч. Ca$his)
- 2013: «The Rain» (N!ck Freddy з уч. Ca$his)
- 2013: «Walk in My Shoes» (Tarek & Luss з уч. Ca$his та Sara Shine)
- 2013: «Work» (A-Wax з уч. Waka Flocka Flame та Ca$his)
- 2014: «1 Thing Clear» (Bishop Slice з уч. Ca$his)
- 2014: «6 Feet Unda» (KNUX a.k.a Mr.Austin з уч. Ca$his)
- 2014: «Darkened Angels» (Bishop Slice з уч. X-Raided, Ca$his та Apostle Gabriel Cross)
- 2014: «Go Hard or Go Home» (Dimilio з уч. C. Carter, J. Rowe, Ty Farris, Go Dreamer та Ca$his)
- 2014: «Halo in the Dark» (Bishop Slice з уч. Dalima, Ca$his, Twisted Insane та Apostle Gabriel Cross)
- 2014: «HoodStar» (D.F.R. з уч. Ca$his)
- 2014: «Never Gon Stop» (MC Remark з уч. Ca$his)
- 2014: «No Fool» (VIBE з уч. Ca$his)
- 2014: «Tear It Up» (Tarek & Luss з уч. Ca$his)
- 2014: «Tick Tick, Bang» (The Sonix з уч. Stat Quo, Ca$his, Obie Trice та Focus…)
- 2014: «True MC» (J McCoy з уч. Ca$his)
- 2015: «A City of Two Talez» (KID Smitty з уч. Ca$his)
- 2015: «Ain't My Fault» (Remo the Hitmaker з уч. Ca$his та 2Eleven)
- 2015: «Cuppa Tea» (Tenn Buick з уч. Ca$his)
- 2015: «Goonz» (Novoa з уч. Young Buck та Ca$his)
- 2015: «Goonz (Remix)» (Novoa з уч. Young Buck, Killah Priest, Bully, Ca$his та Tha Advocate)
- 2015: «Keep It 100» (D-Boy a.k.a. DB tha Don з уч. Ca$his)
- 2015: «Wanted Dead or Alive (Remix)» (Axel з уч. Ca$his та Big2daboy)
- 2015: «We Always Have a Choice» (Illustrait з уч. Ca$his)
- 2015: «World War III» (Top Prospect з уч. Ca$his, Big T та Fury)
- 2016: «D.S.Y.D.S. (Don't See You Doin' Shxt)» (Killjoy з уч. Madchild та Ca$his)
- 2016: «The Other Side» (Ahren-B з уч. Ca$his)

### У складі The Renegadez
Мікстейпи
- 2005: Watch Closely

### У складі Savage Language
Студійні альбоми
- 2015: Darcndaes
- 2015: If Bandanas Were Halos

Мікстейпи
2016: The MICStape
Сингли
- 2015: «2 Breaths from My Last»

### У складі The Roll Up Clique
- 2020: Tha Roll Up[38][39]
- 2023: Roll Up[40]
- 2023: Roll Up 2 (спершу видано 2023 року як OG & Green Tea 6 у виконанні Cashis)[41][42][43]

## Відеокліпи

### Власні
- 2006: «You Don't Know» (разом з Eminem, 50 Cent та Lloyd Banks)
- 2007: «'Lac Motion»
- 2008: «Can't Move Me» (разом з Young De з участю Mitchy Slick)
- 2009: «High az Fucc»
- 2010: «Let's Talk About It»
- 2010: «Hip Hop»
- 2011: «I'm Not Lyen»
- 2011: «The Life»
- 2011: «The Homie»
- 2011: «Do It Again/The Homie Pt. 2»
- 2012: «Water Whippin'»
- 2012: «Bring It Back»
- 2013: «Mind on My Money (Money on My Mind)»
- 2013: «Layin' in the Cut»
- 2014: «Bird Call»
- 2014: «Welcome 2 My Party (Gangsta Party)»
- 2014: «Space Coupe»[44]
- 2016: «Boss's Life»

Студійні відео
- 2011: «In the Name of Love» (разом з Joe Young з уч. Rick Ross, The Game та K-Young)
- 2014: «100 Proof» (з уч. Roccett)

### Інших виконавців
- 2013: «Crazy» (Kaliber та C-Sharp з уч. Cashis)[45]
- 2014: «Still Here» (Dan Kent з уч. Tabanacle, Cashis та Sean Strange)
- 2014: «The Life» (Bishop Slice з уч. Cashis)[46]
- 2014: «Sick of the Penn.» (Bishop Slice з уч. Cashis та Apostle Gabriel Cross)[47]
- 2014: «LWTG» (Ahren-B з уч. Cashis)
- 2015: «Gettin Rich» (Killa Phila з уч. Cashis)
- 2015: «Green Light (GO)» (Top Prospect з уч. Swifty McVay, Cashis та Seven the General)
- 2015: «Maxed Out» (LilG da Don з уч. Cashis)
- 2015: «Music Saved My Life» (FOX 20 з уч. Cashis та Jody Shortt)
- 2016: «Feel the Heaterz» (Mad Manny з уч. Ca$his та Spliff Butcha)

У складі Savage Language
- «Hearing You» (з уч. C-Lim)

У складі The Renegadez
- «Down 4 Whateva»[48]

### Камео
- 2009: «Crack a Bottle» (Eminem з уч. Dr. Dre та 50 Cent)
- 2009: «Tru West» (Spider Loc)
- 2010: «Damn» (Big Bad 40 з уч. Ray J)